# Kølvrå
Kølvrå er en by i Midtjylland med 710 indbyggere  (2024), beliggende 2 km sydvest for Karup, 23 km nordøst for Herning, 37 km syd for Skive og 26 km sydvest for Viborg. Byen hører til Viborg Kommune og ligger i Region Midtjylland.
Kølvrå hører til Karup Sogn. Karup Kirke ligger i Karup.

## Faciliteter
- Børnehuset Kølvrå har 45 børnehavebørn og 20-26 vuggestuebørn samt 18 ansatte.[2]
- Kølvrå Friluftsbad har 3 opvarmede bassiner: Det største er på 12 m × 25 m og har en dybde på 1,50-4 m. Det har to vipper. Det mellemste bassin er på 6 m × 12,5 m og har en dybde på 0,5-1,20 m. Soppebassinet er på 6 m × 6 m og har en dybde på 0-0,5 m. Friluftsbadet har desuden legeplads. minigolf og petanque. Det er åbent juni-august.[3]
- Karup Kølvrå Fritidscenter Jethallen ligger i Karup. Karup-Kølvrå Idrætsklub (KKIK) fra 1968 er også fælles med Karup.[4]
- KFUM's Soldaterhjem har siden 1946 ligget lige overfor hovedvagten på Flyvestation Karup. Her kan de værnepligtige benytte cafeen, slappe af, spille spil, se fjernsyn og læse avis. Hjemmet har en kantinevogn, der kører ud til skydebanerne.[5]
- Kølvrå har pizzeria og bibliotek.

## Historie

### Skoler
Gårdnavnet Kølvraa eller Kjølvraa findes på de gamle målebordsblade. En stue med lergulv i den ene ende af den gamle Kølvrågård blev brugt som skolestue indtil 1902, hvor der blev bygget en skole på Kølvrågårds mark. Den fungerede til 1953 med en afbrydelse 1944-45, hvor den var i vejen for tyskernes udvidelse af flyvepladsen. I 1953 blev det nødvendigt at bygge en ny 3-klasset centralskole til de i alt 108 børn. Allerede få år efter var skolen for lille og måtte have en tilbygning. I 1963 var elevtallet omkring 300. I 1974 blev der i skolegården opført en ny bygning på 186 m² til bl.a. formning.
I 1978 blev overbygningen afviklet, og de ældste elever flyttede til Karup. I 2000 havde skolen omkring 100 elever. I 2008 blev skolen lukket og sat til salg. Eleverne blev overført til Karup. En del af bygningerne blev i 2009-2017 udlejet til Flyvevåbnet. I 2018 købte et boligselskab skolen af Viborg Kommune og besluttede at store dele af skolen skulle rives ned, hvilket blev påbegyndt i 2020.

### Bydannelsen
Byen blev grundlagt i 1950 samtidig med Flyvestation Karup. Grundlæggelsen regnes fra stiftelsen af "Boligforeningen Granly" 27. marts 1950, som blev dannet af civile håndværkere fra Bygningstjenesten på flyvestationen for at skaffe billige lejeboliger til de ansatte på flyvestationen. Boligforeningen købte jord fra Kølvrågård, som byen også tog sit navn fra. De første huse var klar til indflytning i 1951. Kølvrå blev den første danske by, der blev planlagt helt fra grunden, idet Boligministeriet forlangte, at der blev udarbejdet en byplan, da byggeriet begyndte at tage form. Flyvestationens hovedvagt og indkørslen til byen ligger over for hinanden på hver sin side af primærrute 12.
Torvet, der blev anlagt i 1953-54, var landets første butikstorv, hvor alle forretningerne lå samlet og hvor man ad en gågade kunne gå fra den ene til den anden af de dengang 12-13 butikker.
De første år var 99% af indbyggerne ansatte på flyvestationen.

### Jernbanen
Herning-Viborg banen gik gennem området. I 1941 blev Grove Trinbræt oprettet over for flyvestationens forgænger, tyskernes Fliegerhorst Grove. Trinbrættet ændrede navn til Kølvrå Station i 1954, og en ekspeditionsbygning blev taget i brug i 1956, men der blev ikke anlagt sidespor.
Kølvrå Station blev hurtigt den mest benyttede station på banen med flere passagerer end alle de andre tilsammen pga. de mange værnepligtige og ansatte på flyvestationen. Til denne målgruppe blev der indført iltog, der kun standsede i Karup, Kølvrå og Gedhus. Fra 1964 havde fredagsiltoget en gennemgående vogn, der blev kørt videre med et andet iltog til Vejle, hvor der var forbindelse med et eksprestog til København.
Persontrafikken på banen ophørte i 1971. Godstrafikken fortsatte mellem Karup og Viborg til 1972 og mellem Karup og Herning til 1977. Stationsbygningen er bevaret på Stationspladsen 1. I 1995 blev Alhedestien mellem Herning og Viborg indviet. Den følger på 45 km banens tracé.